# Knivhocko
Knivhocko (Mitu tuberosum) är en fågel i familjen trädhöns inom ordningen hönsfåglar.

## Utbredning och systematik
Fågeln förekommer i tropiska områden från sydöstra Colombia till norra Bolivia och Amazonområdet i Brasilien. Den behandlas som monotypisk, det vill säga att den inte delas in i några underarter.

## Status
IUCN kategoriserar arten som nära hotad.